# Superior (album)
Superior is het derde studioalbum van de Deens singer-songwriter Tim Christensen. maar werd pas was op 7 december 2009 in Nederland uitgebracht door het Nederlandse label Play It Again Sam. De kritische ontvangst was gevarieerd, maar Christensens platenmaatschappij Mermaid Records had een creatieve oplossing om te voorkomen dat het grote publiek de indruk kreeg dat het voornamelijk slechte beoordelingen kreeg; ze noemden zowel de goede als de slechte kritieken. Er werd nog een schepje bovenop gedaan door enkele van deze citaten ook te gebruiken op T-shirts.
Vier nummers van de cd zijn uitgebracht als single: de titelsong Superior (2008), Hard To Make You Mine (2009), India (2009) en Tell Me What You Really Want (2009). Voor het laatste nummer is de video gemaakt door Paul "Yellow1" Wilson, die ook de omslag van het album heeft ontworpen.
Wonder of Wonders is het eerste nummer dat Christensen ooit heeft geschreven op piano. India schreef Christensen in zijn slaap; hij werd wakker, nam een eerste versie op, en sliep 20 minuten later alweer. De riff van Follow My Lead wordt gespeeld op een baritongitaar, dat volgens Christensen "waarschijnlijk de minst sexy gitaar is die er bestaat, maar het klinkt prachtig." Song for Shelly schreef hij voor zijn ex-vriendin, Michelle Djarling.

## Nummers
Alle teksten en nummers geschreven door Tim Christensen, tenzij anders vermeld. 
Alle muziek is geschreven door Tim Christensen.
| 1.                 | One of These Days (Tekst: Christensen / Mike Viola)          | 0:49 |
| 2.                 | Hard to Make You Mine                                        | 3:42 |
| 3.                 | Superior (Geschreven door: Christensen / Viola)              | 3:46 |
| 4.                 | Wonder of Wonders (Tekst: Christensen / Marcus Winther-John) | 4:04 |
| 5.                 | Two is a Crowd (Tekst: Christensen / Winther-John)           | 3:22 |
| 6.                 | India                                                        | 4:35 |
| 7.                 | As I Let You In                                              | 3:45 |
| 8.                 | Tell Me What You Really Want                                 | 3:59 |
| 9.                 | Love Rears Its Ugly Head                                     | 4:07 |
| 10.                | Song for Shelly                                              | 4:37 |
| 11.                | Follow My Lead                                               | 6:15 |
| 12.                | Maggie My Dear                                               | 4:01 |
| Totale duur: 46:57 |                                                              |      |

## Medewerkers
- Tim Christensen – zang, gitaren, basgitaar, drums, mellotron, producent
Overige instrumenten: tenorgitaar, akoestische baritongitaar, mandoline, piano, minimoog, Wurlitzer, Fender Rhodes, Fender Rhodes Piano Bass, keyboard, glockenspiel, vibrafoon, dulcimer

Overige musici
- Olaf Olsen – drums (voor nummers 3, 5, 6, 8, 11, en 12)
- Laust Sonne – drums (voor nummer 9)
- Christoffer Møller – snaararrangeur
- Praags Filharmonisch Orkest – snaarinstrumenten
- Jan Chalupecky – dirigent

Productie
- Nick Foss – uitvoerend producent
- Rune Nissen-Petersen – producent, engineer, mixer
- Nikolaj Vinten – mastering
- Paul Wilson – ontwerper, artwork, fotografie
- Helene Hasen – fotografie
- Dan Christensen – omslagfoto